# Santo Domingo International
Die Santo Domingo International (auch Santo Domingo Open) sind die offenen internationalen Meisterschaften der Dominikanischen Republik im Badminton. Bei den Titelkämpfen werden Punkte für die Badminton-Weltrangliste vergeben. Mit der Durchführung der Meisterschaften werden die Anstrengungen des Badmintonverbandes von Dominikanischen Republik manifestiert, dem Badmintonsport im Karibikstaat weiteren Aufschwung zu verleihen und den Anschluss an die panamerikanische Spitze herzustellen. 2003 wurden die Meisterschaften als Dominican Republic International ausgetragen. Für Junioren findet international das Santo Domingo Juniors statt.

## Turniersieger
| Jahr      | Herreneinzel         | Dameneinzel             | Herrendoppel                       | Damendoppel                                              | Mixed                                  |
| --------- | -------------------- | ----------------------- | ---------------------------------- | -------------------------------------------------------- | -------------------------------------- |
| 2003      | Jens Roch            | Miyo Akao               | Vincent Laigle Svetoslav Stoyanov  | Helen Nichol Charmaine Reid                              | José Antonio Crespo Dolores Marco      |
| 2004 2008 | nicht ausgetragen    | nicht ausgetragen       | nicht ausgetragen                  | nicht ausgetragen                                        | nicht ausgetragen                      |
| 2009      | Kevin Cordón         | Maja Tvrdy              | Kevin Cordón Rodolfo Ramírez       | Cristina Aicardi Claudia Rivero                          | Mario Cuba Katherine Winder            |
| 2010      | Pedro Martins        | Telma Santos            | Kevin Cordón Rodolfo Ramírez       | Nicole Grether Charmaine Reid                            | Toby Ng Grace Gao                      |
| 2011      | Stephan Wojcikiewicz | Anne Hald               | Gareth Henry Charles Pyne          | Anne Hald Barbara Matias                                 | José Vicente Martínez Sandra Chirlaque |
| 2012      | abgesagt             | abgesagt                | abgesagt                           | abgesagt                                                 | abgesagt                               |
| 2013      | Osleni Guerrero      | Iris Wang               | Gareth Henry Samuel Ricketts       | Paula Pereira Lohaynny Vicente                           | Alex Tjong Lohaynny Vicente            |
| 2014      | David Obernosterer   | Elisabeth Baldauf       | Nelson Javier Alberto Raposo       | Daniela Macías Dánica Nishimura                          | David Obernosterer Elisabeth Baldauf   |
| 2015      | David Obernosterer   | Elisabeth Baldauf       | Job Castillo Lino Muñoz            | Katherine Winder Luz María Zornoza                       | David Obernosterer Elisabeth Baldauf   |
| 2016      | Matteo Bellucci      | Nairoby Abigail Jiménez | William Cabrera Nelson Javier      | Nairoby Abigail Jiménez Bermary Altagracia Polanco Muñoz | William Cabrera Licelott Sanchez       |
| 2017      | Osleni Guerrero      | Jamie Hsu               | Osleni Guerrero Leodannis Martínez | Nairoby Abigail Jiménez Licelott Sanchez                 | Leodannis Martínez Tahimara Oropeza    |
| 2018      | Osleni Guerrero      | Fabiana Silva           | Joshua Hurlburt-Yu Duncan Yao      | Lohaynny Vicente Luana Vicente                           | Joshua Hurlburt-Yu Josephine Wu        |
| 2019      | Brian Yang           | Fabiana Silva           | Osleni Guerrero Leodannis Martínez | Jaqueline Lima Sâmia Lima                                | Fabrício Farias Jaqueline Lima         |
| 2020      | abgesagt             | abgesagt                | abgesagt                           | abgesagt                                                 | abgesagt                               |
| 2021      | Rubén Castellanos    | Nikte Sotomayor         | Jonathan Solís Anibal Marroquín    | Diana Corleto Soto Nikte Sotomayor                       | Luis Montoya Vanessa Villalobos        |
| 2022      | Misha Zilberman      | Yasmine Hamza           | Ayato Endo Yuta Takei              | Sânia Lima Tamires Santos                                | Sumiya Nihei Minami Asakura            |
| 2023      | Jonathan Matias      | Juliana Viana Vieira    | Job Castillo Luis Montoya          | Sânia Lima Juliana Viana Vieira                          | Koceila Mammeri Tanina Mammeri         |
| 2024      | abgesagt             | abgesagt                | abgesagt                           | abgesagt                                                 | abgesagt                               |